# Carucedo
Carucedo település Spanyolországban, León tartományban. Lakosainak száma 483 fő (2024).

## Földrajza
Carucedo Carracedelo, Borrenes, Puente de Domingo Flórez, Rubiá, Sobrado és Toral de los Vados községekkel határos.

## Népesség
A település lakosságának változását az alábbi diagram mutatja:
| Lakosok száma | 666  | 649  | 689  | 656  | 655  | 603  | 555  | 562  | 501  | 483  |
|               | 2001 | 2004 | 2007 | 2009 | 2012 | 2014 | 2017 | 2019 | 2022 | 2024 |